# Elio Di Rupo
Elio Di Rupo (Morlanwelz, 18. srpnja 1951.), belgijski političar.
Aktualni je premijer Kraljevine Belgije iz stranke Parti Socialiste (PS). Na dužnost je izabran 2011.
Sin je talijanski useljenika u Belgiju.

## Vanjske poveznice
Službena stranica socijalističke stranke Belgije  Arhivirana inačica izvorne stranice od 28. studenoga 2011. (Wayback Machine)